# Des Griffin
Des Griffin es un escritor estadounidense de teorías de conspiración contra el Nuevo Orden Mundial que resultaría de una conspiración de banqueros judíos, masones e illuminati. Des Griffin escribe desde un punto de vista cristiano.